# Curling-Europameisterschaft 1983
Die Curling-Europameisterschaft 1983 der Männer und Frauen fand vom 6. bis 11. Dezember in Västerås in Schweden statt.

## Turnier der Männer

### Teilnehmer
Gruppe A
| Dänemark                                                                               | England                                                                      | Frankreich                                                                           | Italien                                                                                |
| -------------------------------------------------------------------------------------- | ---------------------------------------------------------------------------- | ------------------------------------------------------------------------------------ | -------------------------------------------------------------------------------------- |
| Skip: Frants Gufler Third: Hans Gufler Second: Michael Sindt Lead: Holger Slotsager    | Skip: Ronnie Brock Third: John Brown Second: Ian Coutts Lead: Duncan Stewart | Skip: Henri Müller Third: Rene Robert Second: Fernand Schillinger Lead: Claude Groff | Skip: Andrea Pavani Third: Franco Sovilla Second: Gian Carlo Valt Lead: Stefano Morona |
| Schweden                                                                               | Schottland                                                                   | Wales                                                                                |                                                                                        |
| Skip: Inge Granback Third: Mats Svedberg Second: Lars Carlsson Lead: Thomas Brinkeborn | Skip: Mike Hay Third: David Hay Second: David Smith Lead: Russell Keiller    | Skip: John Hunt Third: John Stone Second: Peter Williams Lead: Ray King              |                                                                                        |

Gruppe B
| BR Deutschland                                                                       | Finnland                                                                        | Luxemburg                                                                              | Niederlande                                                                                 |
| ------------------------------------------------------------------------------------ | ------------------------------------------------------------------------------- | -------------------------------------------------------------------------------------- | ------------------------------------------------------------------------------------------- |
| Skip: Keith Wendorf Third: Hans Dieter Kiesel Second: Sven Saile Lead: Heiner Martin | Skip: Pekka Kouvo Third: Seppo Hietala Second: Timo Korhonen Lead: Kai Pahl     | Skip: Nico Schweich Third: Bill Bannerman Second: Gilbert Franz Lead: Georges Schweich | Skip: Wim Neeleman Third: Robert v.d. Cammen Second: Gustaaf van Imhoff Lead: Jeroen Tilman |
| Norwegen                                                                             | Österreich                                                                      | Schweiz                                                                                |                                                                                             |
| Skip: Kristian Sørum Third: Morten Søgård Second: Dagfinn Loen Lead: Morten Skaug    | Skip: Jakob Küchl Third: Günter Mochny Second: Alois Kreidl Lead: Konrad Wieser | Skip: Amédéé Biner Third: Walter Bielser Second: Alex Aufdenblatten Lead: Alfred Paci  |                                                                                             |

### Gruppenphase

#### Gruppe A
| Draw | Begegnung             | Resultat | Begegnung               | Resultat | Begegnung             | Resultat |
| ---- | --------------------- | -------- | ----------------------- | -------- | --------------------- | -------- |
| 1    | Schweden – England    | 8-5      | Schottland – Dänemark   | 10-3     | Frankreich – Italien  | 9-2      |
| 2    | Italien – Wales       | 7-3      | Schottland – Frankreich | 6-2      | Dänemark – England    | 13-3     |
| 3    | Schweden – Wales      | 11-3     | Italien – Schottland    | 7-4      | Dänemark – Frankreich | 7-5      |
| 4    | Frankreich – England  | 7-5      | Schweden – Italien      | 5-4      | Schottland – Wales    | 5-2      |
| 5    | Schweden – Frankreich | 10-3     | Dänemark – Wales        | 7-5      | England – Italien     | 8-6      |
| 6    | Dänemark – Italien    | 6-3      | Wales – England         | 7-6      | Schottland – Schweden | 8-3      |
| 7    | Schottland – England  | 8-2      | Wales – Frankreich      | 4-3      | Schweden – Dänemark   | 8-3      |

| Platz | Team       | Spiele | Siege | Ndlg. |
| ----- | ---------- | ------ | ----- | ----- |
| 1.    | Schottland | 6      | 5     | 1     |
| 2.    | Schweden   | 6      | 5     | 1     |
| 3.    | Dänemark   | 6      | 4     | 2     |
| 4.    | Frankreich | 6      | 2     | 4     |
| 5.    | Italien    | 6      | 2     | 4     |
| 6.    | Wales      | 6      | 2     | 4     |
| 7.    | England    | 6      | 1     | 5     |

#### Gruppe B
| Draw | Begegnung                    | Resultat | Begegnung                   | Resultat | Begegnung                | Resultat |
| ---- | ---------------------------- | -------- | --------------------------- | -------- | ------------------------ | -------- |
| 1    | Schweiz – Luxemburg          | 11-3     | BR Deutschland – Finnland   | 10-3     | Norwegen – Niederlande   | 6-2      |
| 2    | Finnland – Österreich        | 6-3      | Norwegen – Schweiz          | 8-6      | Niederlande – Luxemburg  | 9-4      |
| 3    | Niederlande – Finnland       | 8-4      | Norwegen – BR Deutschland   | 3-2      | Österreich – Luxemburg   | 11-2     |
| 4    | Norwegen – Österreich        | 11-5     | BR Deutschland – Luxemburg  | 11-4     | Schweiz – Finnland       | 7-5      |
| 5    | BR Deutschland – Niederlande | 5-3      | Luxemburg – Finnland        | 9-6      | Schweiz – Österreich     | 8-3      |
| 6    | Schweiz – Niederlande        | 7-4      | BR Deutschland – Österreich | 13-2     | Norwegen – Luxemburg     | 12-1     |
| 7    | Norwegen – Finnland          | 7-2      | Niederlande – Österreich    | 6-0      | Schweiz – BR Deutschland | 8-2      |

| Platz | Team           | Spiele | Siege | Ndlg. |
| ----- | -------------- | ------ | ----- | ----- |
| 1.    | Norwegen       | 6      | 6     | 0     |
| 2.    | Schweiz        | 6      | 5     | 1     |
| 3.    | BR Deutschland | 6      | 4     | 2     |
| 4.    | Niederlande    | 6      | 3     | 3     |
| 5.    | Finnland       | 6      | 1     | 5     |
| 6.    | Österreich     | 6      | 1     | 5     |
| 7.    | Luxemburg      | 6      | 1     | 5     |

### Platzierungsrunde
| Spiel             | Begegnung                 | Resultat |
| ----------------- | ------------------------- | -------- |
| Spiel um Platz 13 | England – Luxemburg       | 5-4      |
| Spiel um Platz 11 | Wales – Österreich        | 5-4      |
| Spiel um Platz 9  | Italien – Finnland        | 8-2      |
| Spiel um Platz 7  | Niederlande – Frankreich  | 8-6      |
| Spiel um Platz 5  | BR Deutschland – Dänemark | 6-3      |

### Play-off
|  | Halbfinale | Halbfinale | Halbfinale |    |          | Finale                      | Finale                      | Finale                      |
|  |            |            |            |    |          |                             |                             |                             |
|  |            |            |            |    |          |                             |                             |                             |
|  | 1A         | Schottland | 4          |    |          |                             |                             |                             |
|  | 2B         | Schweiz    | 5          |    |          |                             |                             |                             |
|  |            |            |            | 1B | Norwegen | 2                           |                             |                             |
|  |            |            |            |    | 2B       | Schweiz                     | 11                          |                             |
|  | 1B         | Norwegen   | 6          |    |          |                             |                             |                             |
|  | 2A         | Schweden   | 4          |    |          | Spiel um die Bronzemedaille | Spiel um die Bronzemedaille | Spiel um die Bronzemedaille |
|  |            |            |            |    |          | 1A                          | Schottland                  | 8                           |
|  | 2A         | Schweden   | 3          |    |          |                             |                             |                             |
|  |            |            |            |    |          |                             |                             |                             |

### Endstand
| Platz | Land           |
| ----- | -------------- |
| 1     | Schweiz        |
| 2     | Norwegen       |
| 3     | Schottland     |
| 4     | Schweden       |
| 5     | BR Deutschland |
| 6     | Dänemark       |
| 7     | Niederlande    |
| 8     | Frankreich     |
| 9     | Italien        |
| 10    | Finnland       |
| 11    | Wales          |
| 12    | Österreich     |
| 13    | England        |
| 14    | Luxemburg      |

## Turnier der Frauen

### Teilnehmer
Gruppe A
| BR Deutschland                                                                                 | Frankreich                                                                                   | Luxemburg                                                                                    | Norwegen                                                                             |
| ---------------------------------------------------------------------------------------------- | -------------------------------------------------------------------------------------------- | -------------------------------------------------------------------------------------------- | ------------------------------------------------------------------------------------ |
| Skip: Andrea Schöpp Third: Monika Wagner Second: Anneliese Diemer Lead: Lore Schöpp            | Skip: Huguette Julien Third: Agnès Mercier Second: Monique Tournier Lead: Paulette Sulpice   | Skip: Cilly Schweich Third: Madeleine v.d. Houten Second: Pat Bannerman Lead: Marie Garritze | Skip: Trine Trulsen Third: Dordi Nordby Second: Hanne Petterson Lead: Anne Gotteberg |
| Österreich                                                                                     | Schweden                                                                                     | Wales                                                                                        |                                                                                      |
| Skip: Edeltraud Koudelka Third: Christl Naegele Second: Monica Hölzl Lead: Herta Küchenmeister | Skip: Elisabeth Högström Third: Katarina Hultling Second: Birgitta Sewik Lead: Karin Sjögren | Skip: Elizabeth Hunt Third: Anne Stone Second: Helen Lyon Lead: Jean Robinson                |                                                                                      |

Gruppe B
| Dänemark                                                                                     | England                                                                           | Finnland                                                                                | Italien                                                                                     |
| -------------------------------------------------------------------------------------------- | --------------------------------------------------------------------------------- | --------------------------------------------------------------------------------------- | ------------------------------------------------------------------------------------------- |
| Skip: Helena Blach Third: Jette Olsen Second: Malene Krause Lead: Lone Kristoffersen         | Skip: Gwen French Third: Jean Picken Second: Mary Finlay Lead: June Henry         | Skip: Maria G. Costantini Third: Thea Valt Second: Nella Alvera Lead: Angela Costantini | Skip: Maria G. Costantini Third: Ann Lacedelli Second: Nella Alvera Lead: Angela Costantini |
| Niederlande                                                                                  | Schweiz                                                                           | Schottland                                                                              |                                                                                             |
| Skip: Laura van Imhoff Third: Gerrie Veening Second: Kniertje van Kuyk Lead: Hanneke Veening | Skip: Erika Müller Third: Barbara Meyer Second: Barbara Meier Lead: Cristina Wirz | Skip: Isobel Torrance Third: Margaret Craig Second: Jackie Steele Lead: Sheila Harvey   |                                                                                             |

### Gruppenphase

#### Gruppe A
| Draw | Begegnung                   | Resultat | Begegnung                 | Resultat | Begegnung                   | Resultat |
| ---- | --------------------------- | -------- | ------------------------- | -------- | --------------------------- | -------- |
| 1    | Frankreich – Norwegen       | 7-2      | Schweden – Luxemburg      | 12-2     | BR Deutschland – Wales      | 8-4      |
| 2    | BR Deutschland – Luxemburg  | 13-3     | Schweden – Wales          | 11-4     | Norwegen – Österreich       | 12-5     |
| 3    | Norwegen – Luxemburg        | 12-5     | Schweden – Frankreich     | 8-4      | BR Deutschland – Österreich | 12-4     |
| 4    | Frankreich – BR Deutschland | 10-5     | Norwegen – Wales          | 7-1      | Schweden – Österreich       | 14-2     |
| 5    | Österreich – Wales          | 8-5      | Norwegen – BR Deutschland | 8-5      | Frankreich – Luxemburg      | 10-3     |
| 6    | Schweden – BR Deutschland   | 4-3      | Frankreich – Österreich   | 7-6      | Wales – Luxemburg           | 8-6      |
| 7    | Frankreich – Wales          | 8-3      | Norwegen – Schweden       | 15-3     | Luxemburg – Österreich      | 8-5      |

| Platz | Team           | Spiele | Siege | Ndlg. |
| ----- | -------------- | ------ | ----- | ----- |
| 1.    | Norwegen       | 6      | 5     | 1     |
| 2.    | Schweden       | 6      | 5     | 1     |
| 3.    | Frankreich     | 6      | 5     | 1     |
| 4.    | BR Deutschland | 6      | 3     | 3     |
| 5.    | Wales          | 6      | 1     | 5     |
| 6.    | Luxemburg      | 6      | 1     | 5     |
| 7.    | Österreich     | 6      | 1     | 5     |

### Tie Break
| Draw | Begegnung             | Resultat |
| ---- | --------------------- | -------- |
| 1    | Norwegen – Schweden   | 6-4      |
| 2    | Schweden – Frankreich | 4-3      |

#### Gruppe B
| Draw | Begegnung             | Resultat | Begegnung                | Resultat | Begegnung              | Resultat |
| ---- | --------------------- | -------- | ------------------------ | -------- | ---------------------- | -------- |
| 1    | Schottland – Finnland | 19-2     | Schweiz – Italien        | 11-10    | Niederlande – Dänemark | 9-8      |
| 2    | Schweiz – Dänemark    | 7-4      | Schottland – Niederlande | 9-2      | England – Finnland     | 13-3     |
| 3    | Italien – England     | 15-3     | Niederlande – Finnland   | 13-4     | Schottland – Dänemark  | 10-2     |
| 4    | Niederlande – England | 12-10    | Italien – Finnland       | 12-6     | Schottland – Schweiz   | 6-2      |
| 5    | Schweiz – Finnland    | 10-3     | Schottland – Italien     | 7-5      | Dänemark – England     | 12-4     |
| 6    | Niederlande – Italien | 9-8      | Schweiz – England        | 16-5     | Dänemark – Finnland    | 10-6     |
| 7    | Schottland – England  | 12-2     | Schweiz – Niederlande    | 8-5      | Dänemark – Italien     | 11-1     |

| Platz | Team        | Spiele | Siege | Ndlg. |
| ----- | ----------- | ------ | ----- | ----- |
| 1.    | Schottland  | 6      | 6     | 0     |
| 2.    | Schweiz     | 6      | 5     | 1     |
| 3.    | Niederlande | 6      | 4     | 2     |
| 4.    | Dänemark    | 6      | 3     | 3     |
| 5.    | Italien     | 6      | 2     | 4     |
| 6.    | England     | 6      | 1     | 5     |
| 7.    | Finnland    | 6      | 0     | 6     |

### Platzierungsrunde
| Spiel             | Begegnung                | Resultat |
| ----------------- | ------------------------ | -------- |
| Spiel um Platz 11 | Niederlande – Luxemburg  | 10-4     |
| Spiel um Platz 9  | BR Deutschland – England | 14-3     |
| Spiel um Platz 7  | Schottland – Österreich  | 16-2     |
| Spiel um Platz 5  | Frankreich – Dänemark    | 10-5     |

### Play-off
|  | Halbfinale | Halbfinale | Halbfinale |    |          | Finale                      | Finale                      | Finale                      |
|  |            |            |            |    |          |                             |                             |                             |
|  |            |            |            |    |          |                             |                             |                             |
|  | 1A         | Norwegen   | 7          |    |          |                             |                             |                             |
|  | 2B         | Schweiz    | 3          |    |          |                             |                             |                             |
|  |            |            |            | 2A | Schweden | 4                           |                             |                             |
|  |            |            |            |    | 1A       | Norwegen                    | 3                           |                             |
|  | 1B         | Schottland | 3          |    |          |                             |                             |                             |
|  | 2A         | Schweden   | 9          |    |          | Spiel um die Bronzemedaille | Spiel um die Bronzemedaille | Spiel um die Bronzemedaille |
|  |            |            |            |    |          | 1B                          | Schottland                  | 6                           |
|  | 2B         | Schweiz    | 7          |    |          |                             |                             |                             |
|  |            |            |            |    |          |                             |                             |                             |

### Endstand
| Platz | Land           |
| ----- | -------------- |
| 1     | Schweden       |
| 2     | Norwegen       |
| 3     | Schweiz        |
| 4     | Schottland     |
| 5     | Niederlande    |
| 6     | Frankreich     |
| 7     | BR Deutschland |
| 8     | Dänemark       |
| 9     | Italien        |
| 10    | Wales          |
| 11    | Luxemburg      |
| 12    | England        |
| 13    | Finnland       |
| 14    | Österreich     |